# Scutisorex
Scutisorex ist eine in der nördlichen Demokratischen Republik Kongo sowie in Uganda und Ruanda vorkommende Spitzmausgattung. Die artenarme Gattung besteht nur aus der Panzerspitzmaus (Scutisorex somereni) und der Thor-Panzerspitzmaus (Scutisorex thori), die erst 2013 beschrieben wurde.

## Merkmale
Die beiden Scutisorex-Arten sind relativ große Spitzmäuse und erreichen Kopfrumpflängen von 12 bis 15 Zentimeter mit einem sieben bis 10,5 Zentimeter langen Schwanz und einem Gewicht von bis zu 110 Gramm. Charakteristisches Kennzeichen der Gattung ist die verstärkte Lendenwirbelsäule, bei der die Wirbel nicht nur, wie bei den meisten Wirbeltieren, durch seitliche Fortsätze miteinander verbunden sind, sondern auch durch dorsale (zum Rücken hin liegende) und ventrale (bauchwärts gerichtete) Fortsätze. Das Merkmal der verstärkten Lendenwirbelsäule ist bei der Panzerspitzmaus stärker ausgebildet als bei Scutisorex thori. Die Panzerspitzmaus hat eine aus zehn bis elf Wirbeln gebildete Lendenwirbelsäule, während sie bei Scutisorex thori aus acht und bei den meisten anderen Säugetieren aus fünf Wirbeln besteht.
Durch die verstärkte Wirbelsäule ist der Rücken äußerst beweglich und gleichzeitig stark belastbar. Dies erlaubt den Tieren wahrscheinlich den Zugang zu Nahrungsquellen die unzugänglich für andere Tiere sind. Es wurde beobachtet, das die Spitzmäuse sich zwischen dem Stamm und den Blattbasen von Palmen drücken und dort Käferlarven erbeuteten.

## Systematik
Scutisorex gehört in die Unterfamilie der Weißzahn- oder Wimperspitzmäuse (Crocidurinae) und wird dort als Schwestergattung aller anderen Weißzahnspitzmäuse angesehen oder gehört zusammen mit der Gattungen Ruwenzorisorex, Sylvisorex, Suncus zu einer Klade innerhalb der Weißzahnspitzmäuse.